# Distictis
Distictis Mart. ex Meisn.,  es un género de plantas de la familia Bignoniaceae que tiene 28 especies de árboles.

## Descripción
Son bejucos, con las ramitas hexagonales con ángulos acostillados, a veces con pseudoestípulas foliáceas, sin campos glandulares interpeciolares. Hojas 2- folioladas, a veces con 1 zarcillo trífido; folíolos ovados a ovado-elípticos, 2–7 cm de largo y 1–4 cm de ancho, ápice obtuso a agudo, base redondeada a truncada, conspicuamente lepidotos, escasamente puberulentos en el envés, especialmente en las axilas de los nervios laterales. Inflorescencia una panícula de pocas flores, puberulenta, flores rojo-purpúreas; cáliz cupular, subtruncado, menudamente 5-denticulado, 7–9 mm de largo; corola tubular-campanulada, 4.5–7.5 cm de largo, densamente puberulenta por fuera; tecas divaricadas; ovario ovoide, 4 mm de largo y 2–2.5 mm de ancho, densamente velloso; disco pulviniforme. Cápsula elíptica, 9–10 cm de largo, ca 3.5 cm de ancho, adelgazada en la base y en el ápice, valvas convexas, secando de color café claro; semillas 2-aladas, delgadas, 1–1.3 cm de largo y 2.5–2.8 cm de ancho.

## Taxonomía
El género fue descrito por Mart. ex Meisn.  y publicado en Plantarum vascularium genera secundum ordines ... 1: 300, 2: 208. 1840. La especie tipo es:  Distictis lactiflora (Vahl) DC. 

## Especies
| - Distictis angustifolia - Distictis arthrerion - Distictis buccinatoria - Distictis buccinatorium - Distictis cinerea - Distictis crassa |